# Ghowr
Ghowr è una provincia dell'Afghanistan di 635 302 abitanti prevalentemente Tagiki e Hazara con minoranze Uzbeke e Pashtun. Il capoluogo è Chaghcharan. Confina con le province di Badghis, di Faryab e di Sar-e Pol a nord, di Bamian a est, di Daikondi  a sud-est, di Helmand e di Farah a sud e di Herat a ovest.
Il distretto si trova nell'Afghanistan centrale al termine della catena dell'Hindu Kush. Il territorio si sviluppa a 2500 m s.l.m. e le abbondanti nevicate bloccano i passi da novembre ad aprile. Il distretto è attraversato dal fiume Hari Rud, lungo il quale sorge il minareto di Jam, dal 2002 Patrimonio mondiale dell'umanità UNESCO.
L'attuale governatore è Sayyed Mohammad Eqbal Munib.

## Amministrazioni
La provincia di Ghowr è divisa in 10 distretti:
- Chaghcharan
- Marghab
- Charsada (creato nel 2005 dal distretto di Chaghcharan)
- Dawlat Yar (creato nel 2005 dal distretto di Chaghcharan)
- Du Layna (creato nel 2005 dai distretti di Chaghcharan e Shahrak)
- Lal Wa Sarjangal
- Pasaband
- Saghar
- Shahrak
- Taywara
- Tulak